# Димбах (Верхняя Австрия)
Димбах (нем. Dimbach) — ярмарочная коммуна (нем. Marktgemeinde) в Австрии, в федеральной земле Верхняя Австрия. 
Входит в состав округа Перг.  Площадь общины составляет 31,39 км², население — 965 человек (1 января 2021), плотность населения — 31 чел./км². Официальный код  —  41104.

## Население
| Год  | Численность |
| ---- | ----------- |
| 1869 | 1217        |
| 1889 | 1311        |
| 1890 | 1208        |
| 1900 | 1181        |
| 1910 | 1208        |
| 1923 | 1164        |
| 1934 | 1089        |
| 1939 | 1109        |
| 1951 | 1121        |
| 1961 | 1124        |
| 1971 | 1160        |
| 1981 | 1125        |
| 1991 | 1118        |
| 2001 | 1103        |
| 2011 | 1044        |
| 2021 | 965         |

## Политическая ситуация
Бургомистр коммуны — Йозеф Визингер (АНП) по результатам выборов 2003 года.
Совет представителей коммуны (нем. Gemeinderat) состоит из 19 мест.
- АНП занимает 12 мест.
- СДПА занимает 7 мест.